# Tipits Knoll
Der Tipits Knoll (englisch; bulgarisch Типицка могила Tipizka mogila) ist ein gebirgskammähnlicher, größtenteils vereister, in nord-südlicher Ausrichtung 800 m langer, 470 m breiter und  1000 m hoher Hügel auf der Alexander-I.-Insel westlich der Antarktischen Halbinsel. Er bildet 3,12 km südöstlich des Mount Kliment Ohridski 7,33 km südwestlich des Vola Ridge, 4,23 km westnordwestlich des Shaw-Nunataks und 8,22 km nordöstlich des Mount Devol den südlichen Ausläufer der Sofia Mountains. Das Nichols-Schneefeld liegt südöstlich von ihm.
Britische Wissenschaftler kartierten ihn 1971. Die bulgarischen Geologen Christo Pimpirew und Borislaw Kamenow besuchten ihn am 2. Februar 1988 gemeinsam mit Philip Nell und Peter Marquis vom British Antarctic Survey. Die bulgarische Kommission für Antarktische Geographische Namen benannte ihn 2017 nach dem Berg Tipiz im bulgarischen Piringebirge.